# Torriglia
Torriglia – miejscowość i gmina we Włoszech, w regionie Liguria, w prowincji Genua.
Według danych na rok 2004 gminę zamieszkiwało 2216 osób, 38,2 os./km².